# Day of the Dead (album)
Day of the Dead je čtvrté studiové album americké rap rockové kapely Hollywood Undead. Původní vydání alba bylo naplánováno na říjen 2014, nakonec bylo vydáno 31. března 2015.

## Seznam skladeb
| Standardní edice | Standardní edice                          | Standardní edice            | Standardní edice |
| Pořadí           | Název                                     | Producent                   | Délka            |
| ---------------- | ----------------------------------------- | --------------------------- | ---------------- |
| 1.               | „Usual Suspects“                          | Gould                       | 3:44             |
| 2.               | „How We Roll“                             | Gould, Danny Lohner         | 4:45             |
| 3.               | „Day of the Dead“                         | Gould                       | 3:55             |
| 4.               | "War Child"                               | Gould, Matt Squire, Terrell | 3:58             |
| 5.               | „Dark Places“                             | Decker                      | 4:39             |
| 6.               | „Take Me Home“                            | Boice, Terrell              | 3:48             |
| 7.               | „Gravity“                                 | Gould                       | 3:19             |
| 8.               | „Does Everybody in the World Have to Die“ | Boice                       | 3:17             |
| 9.               | „Disease“                                 | Gould, Lohner               | 3:31             |
| 10.              | „Party by Myself“                         | Boice                       | 4:10             |
| 11.              | „Live Forever“                            | Gould                       | 3:40             |
| 12.              | „Save Me“                                 | Boice                       | 3:27             |
| Celková délka:   | Celková délka:                            | Celková délka:              | 46:13            |

## Tvůrci
Převzato z AllMusic.

### Hollywood Undead
- Jorel "J-Dog" Decker - zpěv, doprovadná kytara, baskytara, klávesy, syntezátor, programování, produkce
- Matthew "Da Kurlzz" Busek - zpěv ve skladbě „Gravity“ a „Ghost“, bicí, perkuse, doprovodný zpěv
- Dylan "Funny Man" Alvarez – zpěv, soundboards
- George "Johnny 3 Tears" Ragan - zpěv, baskytara
- Jordon "Charlie Scene" Terrell – zpěv, kytara, produkce
- Daniel "Danny" Murillo – zpěv, klávesy, doprovodná kytara, baskytara

### Produkce
- Griffin Boice – produkce
- Sean Gould – produkce
- Ted Jensen – mastering